# Br'oz (álbum)
Br'oZ é o álbum de estreia da boy band brasileira Br'oZ. O seu lançamento ocorreu em 20 de outubro de 2003, pela Sony Music. O disco foi produzido por Rick Bonadio e traz composições de artistas populares da época, tais como: Marcus Menna do LS Jack, Leandro Lehart e Vinny. Em termos musicais, é um álbum derivado principalmente da música pop, que incorpora elementos de gêneros como dance-pop até R&B, baladas, rock e metal, com influências da música cigana e brasileira.
A lista de faixas é majoritariamente composta por versões em português de músicas estrangeiras, como: "Amadeus", que é versão de "Rock Me Amadeus", do cantor Falco e "Por Um Olhar", versão de "All Rise", da boy band britânica Blue. O single inicial do projeto, "Prometida", que é uma versão de "Fruta Fresca", do cantor colombiano Carlos Vives, obteve um desempenho comercial bastante positivo, atingindo o topo da mais executadas das rádios brasileiras; seu vídeo correspondente foi indicado ao MTV Video Music Brasil 2004. O álbum obteve sucesso comercial, atingiu o sexto lugar na parada de vendas do país. Foi certificado como platina pela Pro-Música Brasil (PMB) e concluiu o ano como o décimo sexto disco mais adquirido. 

## Antecedentes
O grupo Br'oz surgiu a partir da segunda temporada do talent show brasileiro Popstars, produzido pela companhia argentina RGB Entertainment e transmitido pela redes de televisão SBT em 2003. Os quatro integrantes foram escolhidos entre 34 mil inscritos, após 11 eliminatórias, ao longo de 3 meses. A produção do programa pediu para que os cinco integrantes selecionados escolhessem o nome que o grupo teria. De acordo com os membros, a origem do nome BR'OZ resulta de uma fusão entre a palavra "brothers" (que significa "irmãos" em inglês), o personagem do videogame "Mario Bros" e a terra encantada do filme O Mágico de Oz (chamada de Oz). Para dar um toque mais brasileiro, eles adicionaram o "BR" como uma referência ao Brasil no início do nome.

## Produção e gravação
A produção é de Rick Bonadio e as composições são de diversos artistas que eram populares na época, tais como: Marcus Menna do LS Jack e os cantores Leandro Lehart (ex-Art Popular) e Vinny. Foram incluídas versões de músicas estrangeiras, a saber: "Amadeus" (versão de "Rock Me Amadeus"), "Por Um Olhar" (versão de "All Rise" do Blue), "Quando o Dia Acabar" e "Se Você Não Está Aqui" as duas últimas adaptadas por Milton Guedes. De acordo com o jornal Tribuna da Imprensa, no que tange os estilos musicais, "o disco é eclético, com várias nuances da música pop, indo do dance ao R&B, passando por baladas, rock e metal, com muita influência cigana e brasilidade".

## Singles
"Prometida", o primeiro single do álbum, foi lançado em 2003. É uma versão em português de "Fruta Fresca" (2000), do cantor colombiano Carlos Vives. A composição original é de Emilio Estefan e Juan Vicente Zambrano, ao passo que a versão foi feita por Bonadio. "Fruta Fesca" atingiu a posição de número 3, entre as músicas mais bem sucedidas de 2000 na parada latina da Billboard, ou seja, foi a terceira música em espanhol mais tocada no ano, nos Estados Unidos. De acordo com a revista Sucesso, datada de 29 de outubro de 2003, "Prometida" atingiu a liderança entre as mais executadas pelas rádios brasileiras. Um videoclipe foi gravado para a canção, os diretores foram: Karina Ades e Oscar Rodrigues Alves. A modelo Ornella Ortile teve participação no videoclipe, onde interpretou a personagem feminina da história romântica retratada no clipe. No MTV Video Music Brasil 2004, foi indicado na categoria de "Melhor Videoclipe Segundo a Audiência", ao passo que o Br'oz foi indicado como revelação, na mesma premiação, concorrendo por sua performance da canção.
"Se Você Não Está Aqui" foi liberada como a segunda música de trabalho do disco em 2003. O diretor do videoclipe foi Pietro Sargientelli. A música é uma versão cover feita por Milton Guedes, da música "Not Around".

## Relançamentos
Em 14 de abril de 2021, após anos fora de catálogo e indisponível para os fãs, o álbum foi remasterizado e lançado nas plataformas digitais para compra ou streaming. Ao mesmo tempo, uma versão deluxe foi lançada, com uma nova capa. Essa edição especial, lançada pela Midas Music em 2021 inclui além das músicas presentes no álbum original de 2003, interpretações acústicas de sucessos como "Por Um Olhar," "Se Você Não Está Aqui," e "Preciso," juntamente com uma faixa inédita chamada "Insana". Todas essas faixas contam com a produção musical de Jhean Marcell, integrante do grupo.

### Insana
A música "Insana" foi lançada como single, após 18 anos do lançamento de "Prometida", de 2003. A composição foi feita pelo próprio grupo, que em entrevista revelou que a mesma foi feita em 2021, pouco tempo antes de a versão remasterizada de Br'oz chegar nas plataformas digitais, uma vez que o grupo sentiu a necessidade de trazer uma novidade para os fãs que pudesse conectar o passado com o presente.
Os arranjos mantiveram várias referências ao primeiro sucesso do grupo, ou seja, uma sonoridade que mistura música pop, incorporando elementos de trap, timbres reggaeton, violões latinos, percussão brasileira e harmonias vocais ao estilo K-pop.
Como forma de divulgação, foi feito um videoclipe no qual o quarteto canta e faz coreografias. As cenas foram gravadas nos estúdios do Midas Music, e o videoclipe foi dirigido por Rick Bonadio.

## Lista de faixas
- Créditos adaptados do encarte do álbum Br'oZ, de 2003.[21]

| N.º | Título                                        | Compositor(es)                                                                                           | Duração |  |
| 1.  | "Intro Popstar"                               | Rick Bonadio                                                                                             | 0:47    |  |
| 2.  | "Tudo o Que Você Quiser"                      | Rick Bonadio / Fúlvio Marcio                                                                             | 3:28    |  |
| 3.  | "Prometida (Fruta Fresca)"                    | Carlos Vives (versão: Rick Bonadio)                                                                      | 3:33    |  |
| 4.  | "Quando o Dia Acabar (At the End of the Day)" | Fredrik Jernberg / Pontus Wenneberg (versão: Milton Guedes)                                              | 3:37    |  |
| 5.  | "Por um Olhar (All Rise)"                     | Mikkel S. Eriksen / Tor Erik Hermansen / Hallgeir Rustan / Daniel Stephens / Simon Webbe (versão: Vinny) | 3:42    |  |
| 6.  | "Só Diversão"                                 | Robby / Venina / Nuno                                                                                    | 3:38    |  |
| 7.  | "Amadeus (Rock Me Amadeus)"                   | Ferdi Bolland / Rob Bolland / Johann Hölzel (versão: Suave)                                              | 3:14    |  |
| 8.  | "Pra Te Fazer Cantar"                         | Rick Bonadio / Leandro Lehart                                                                            | 3:31    |  |
| 9.  | "Por Amor (If This Is Love)" (part. Rouge)    | Johan Bobäck / Borgeous / Joachim Nilsson (versão: Rick Bonadio)                                         | 4:35    |  |
| 10. | "Só Nós Dois"                                 | Rick Bonadio / Ale Lallas / Vini Rosa                                                                    | 3:44    |  |
| 11. | "Preciso"                                     | Rick Bonadio / Marcus Menna                                                                              | 4:18    |  |
| 12. | "Se Você Não Está Aqui (Not Around)"          | Pablo Cepeda / Patrik Magnusson / Emanuel Olson / Johan Ramström (versão: Milton Guedes)                 | 4:06    |  |
| 13. | "Só Com Você"                                 | Rick Bonadio / Marcio / Beto Paciello)                                                                   | 3:35    |  |
| 14. | "Hoje Sou Seu Popstar"                        | Rick Bonadio /Robby                                                                                      | 3:36    |  |

## Desempenho comercial
Comercialmente, Br'oZ se tornou um sucesso. A gravadora esperava um ótimo retorno, uma vez que o grupo Rouge conseguiu vender mais de 1 milhão de cópias com o seu álbum de estreia. De acordo com o Alexandre Schiavo, vice-presidente de marketing e artístico da Sony Music, a gravadora esperava um êxito, mas não na proporção do grupo mencionado. Com apenas uma semana de lançado, o Br'oZ recebeu seu primeiro certificado de ouro, pela vendagem de mais de 100 mil discos. Na semana do dia 3 a 9 de dezembro de 2003, a obra alcançou a sexta, como melhor posição, na parada Hits – que compilava os álbuns mais vendidos no Brasil –, de acordo com dados fornecidos pela revista Sucesso e divulgados pela IstoÉ Gente. A Pro-Música Brasil (PMB) o certificou com platina, reconhecendo 250 mil unidades vendidas no país. No total, mais de 350 mil cópias foram comercializadas. Br'oz foi o décimo sexto álbum mais adquirido no Brasil em 2003.
| País — Tabela musical (2004) | Posição de pico |
| ---------------------------- | --------------- |
| Brasil (Sucesso)             | 6               |

| País — Tabela musical (2003) | Posição |
| ---------------------------- | ------- |
| Brasil (Pro-Música Brasil)   | 16      |

| Região                                                                                 | Certificação | Vendas   |
| -------------------------------------------------------------------------------------- | ------------ | -------- |
| Brasil (PMB)                                                                           | Platina      | 350,000^ |
| *vendas baseadas apenas na certificação ^distribuições baseadas apenas na certificação |              |          |